# Nassariidae
Nassariidae Iredale, 1916 è una famiglia di molluschi gasteropodi dell'ordine Neogastropoda.

## Tassonomia

Bullia digitalis

La famiglia comprende 27 generi raggruppati in 7 sottofamiglie:
- Sottofamiglia Anentominae E. E. Strong, Galindo & Kantor, 2017
  - Anentome Cossmann, 1901
  - Clea H. Adams & A. Adams, 1855
  - Oligohalinophila Neiber & Glaubrecht, 2019
- Sottofamiglia Buccinanopsinae Galindo, Puillandre, Lozouet & Bouchet, 2016
  - Buccinanops d'Orbigny, 1841
- Sottofamiglia Bulliinae Allmon, 1990
  - Bullia Gray, 1833
  - † Bulliopsis Conrad, 1862
- Sottofamiglia Cylleninae Bellardi, 1882
  - Cyllene Gray, 1834
  - Nassaria Link, 1807
  - Tomlinia Peile, 1937
  - Trajana J. A. Gardner, 1948
- Sottofamiglia Dorsaninae Cossmann, 1901
  - † Akburunella Kolesnikov, 1935
  - † Cyllenina Bellardi, 1882
  - Dorsanum Gray, 1847
  - † Keepingia Nuttall & J. Cooper, 1973
  - † Lisbonia Palmer, 1937
  - † Monoptygma Lea, 1833
  - † Pseudocominella Nuttall & J. Cooper, 1973
  - † Thanetinassa Nuttall & J. Cooper, 1973
  - † Whitecliffia Nuttall & J. Cooper, 1973
- Sottofamiglia Nassariinae Iredale, 1916 (1835)
  - † Buccitriton Conrad, 1865
  - Caesia H. Adams & A. Adams, 1853
  - Demoulia Gray, 1838
  - Nassarius Duméril, 1805
  - Nassodonta H. Adams, 1867
  - Naytia H. Adams & A. Adams, 1853
  - Phrontis H. Adams & A. Adams, 1853
  - Reticunassa Iredale, 1936
  - Tritia Risso, 1826
- Sottofamiglia Photinae Gray, 1857
  - Antillophos Woodring, 1928
  - † Coraeophos Makiyama, 1936
  - † Cymatophos Pilsbry & Olsson, 1941
  - Engoniophos Woodring, 1928
  - † Europhos Landau, Harzhauser, Islamoglu & C. M. Silva, 2014
  - † Glyptophos Landau, C. M. Silva & Heitz, 2016
  - † Judaphos P. Jung, 1995
  - Metaphos Olsson, 1964
  - Neoteron Pilsbry & H. N. Lowe, 1932
  - Northia Gray, 1847
  - † Philindophos Shuto, 1969
  - Phos Montfort, 1810
  - † Rhipophos Woodring, 1964
  - Strombinophos Pilsbry & Olsson, 1941
  - † Tritiaria Conrad, 1865
- incertae sedis
  - Adinassa Horro, Schönherr & Rolán, 2018
  - Soyonassa Okutani, 1964